# Turnstraße 5a (Quedlinburg)

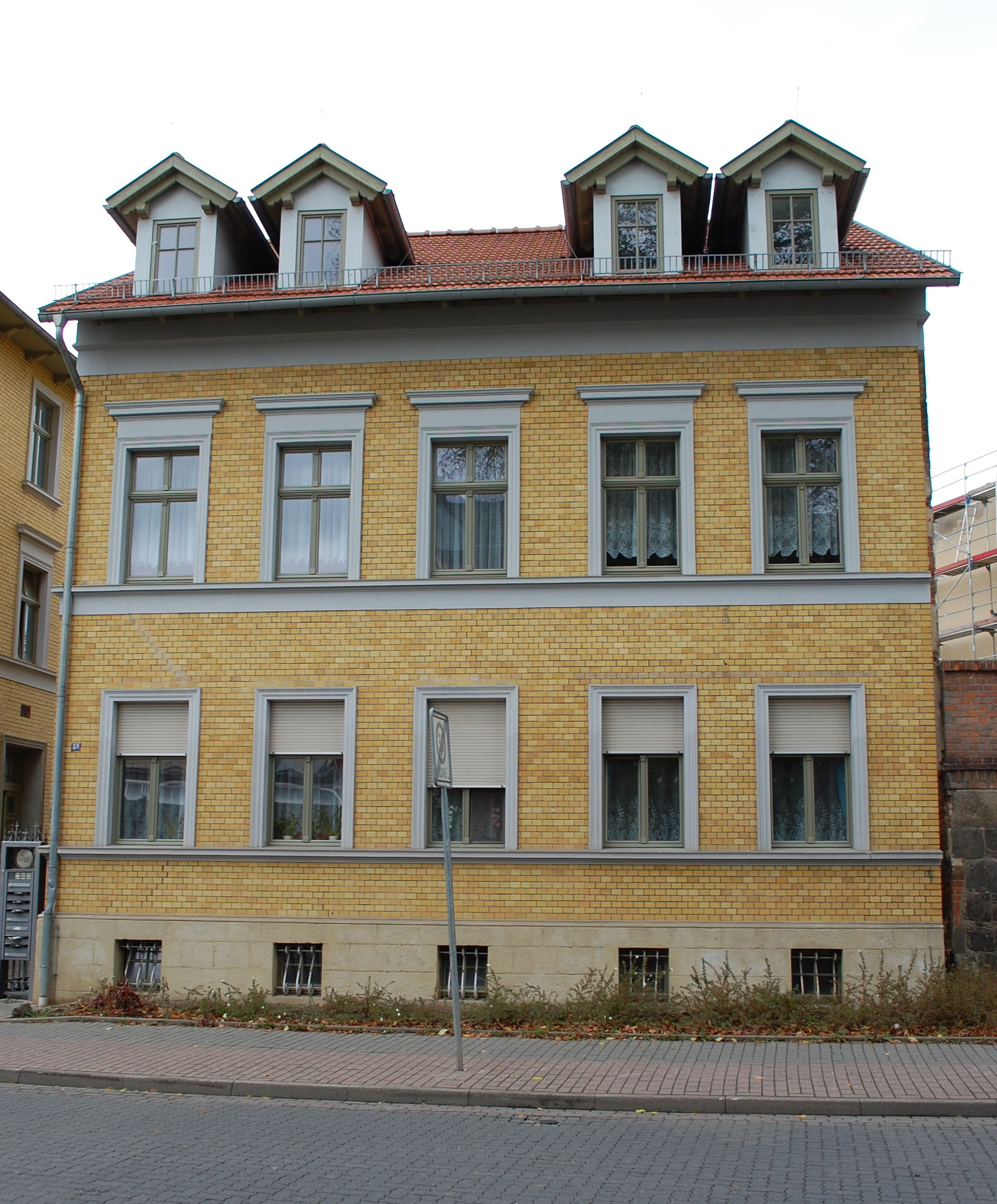
Haus Turnstraße 5a

Das Haus Turnstraße 5a ist ein denkmalgeschütztes Gebäude in Quedlinburg in Sachsen-Anhalt.

## Lage
Es ist im Quedlinburger Denkmalverzeichnis als Wohnhaus eingetragen und befindet sich südlich der historischen Quedlinburger Altstadt.

## Architektur und Geschichte
Das zweigeschossige in massiver Bauweise errichtete Gebäude entstand im Jahr 1885. Die Fassadengestaltung des aus gelben Klinkern gebauten Gebäudes präsentiert sich streng. Gesimse grenzen die Geschosse ab und dienen der Gliederung. Die Fenster sind mit profilierten Stuckrahmungen gefasst.